# Mnionomidius serricollis
Mnionomidius serricollis is een keversoort uit de familie harige schimmelkevers (Cryptophagidae). De wetenschappelijke naam van de soort werd in 1880 gepubliceerd door Edmund Reitter.